# 丽江李家大院
丽江李家大院，位于中国云南省丽江市古城区大研街道新华街双石段64号，建于明崇祯二年（1629年），是一处古城区文物保护单位。
2011年3月9日，丽江李家大院公布为第三批县级文物保护单位。